# Петис
Окръг Петис (на английски: Pettis County) е окръг в щата Мисури, Съединени американски щати. Площта му е 1777 km², а населението - 39 403 души (2000). Административен център е град Седейлия.